# BTR-90
Xe bọc thép chở quân bánh lốp BTR-90 được thiết kế để vận chuyển phân đội bộ binh cùng vũ khí trang bị tới khu vực tác chiến và hỗ trợ hỏa lực.BTR-90 được cải tiến đáng kể về hỏa lực,phòng vệ cũng như khả năng cơ động so với các loại xe thế hệ trước bao gồm  BTR 60 , BTR 70  và  BTR 80 .

## Vũ khí
Vũ khí của xe được lắp trên tháp pháo xoay gồm pháo chính 2A42 cỡ nòng 30mm; súng máy đồng trục PKTM cỡ nòng 7,62mm; ống phóng tên lửa chống tăng có điều khiển 9K113M Konkurs-M và súng phóng lựu tự động AGS-17 cỡ nòng 30mm.
Pháo chính, súng máy đồng trục và súng phóng lựu được ổn hướng 2 trục. Hệ thống tên lửa chống tăng có điều khiển có thể phóng từ giá trên xe hoặc tách rời mang phóng từ xa, cho phép tăng hiệu quả tác chiến và khả năng sống sót trong phòng thủ nhờ giấu được vị trí chốt thực của xe.

## Đặc điểm
Thân xe kín, liền khối, đáy gầm sống vát chữ V nên tăng được khả năng kháng chấn chịu mìn. Thêm vào đó, các phiến giáp ở trước xe có khả năng ngăn được các loại đạn xuyên giáp cỡ nhỏ. Theo đơn hàng, xe có thể được lắp thêm hệ thống chữa cháy tự động, hệ thống phòng hạt nhân - sinh - hóa và hệ thống kiểm soát khung xe tích hợp.
Xe có khả năng cơ động tuyệt vời với động cơ đa nhiên liệu mạnh mẽ, hệ thống truyền động thủy cơ với hộp số thủy tĩnh, và hệ thống treo dạng nhíp độc lập giúp cải thiện khả năng vận hành và tăng đáng kể khả năng hoạt động của bộ giảm chấn thủy lực.
Theo yêu cầu của khách hàng, xe còn được lắp thêm hệ thống điều hòa và một kính ngắm ảnh nhiệt.

## Thông số kỹ thuật cơ bản
Trọng lượng chiến đấu: 20,92 tấn
Kíp xe + phân đội bộ binh kèm xe (người): 3 + 7
Động cơ: Diesel, công suất 368 kW (510 mã lực).
Hệ số công suất/trọng lượng (mã lực/tấn): 24,4
Vũ khí chính: Pháo tự động 30mm 2A42 (500 viên) và tên lửa chống tăng có điều khiển Konkurs-M
Vũ khí phụ: súng phóng lựu tự động 30mm AG-17 (400 viên) và súng máy đồng trục 7.62mm PKTM (2000 viên)
Tốc độ (km/h): Tối đa trên đường nhựa/ đường đồng/ khi bơi: 100/50/9
Tầm hoạt động (km): 800
Giá bán ước tính: US$ 1.000.000